# Meschetigebergte
Het Meschetigebergte (Georgisch: მესხეთის ქედი) (ook wel Adzjarië-Imereti, Adzjarië-Goeria, Adzjarië-Achaltsiche of het Achaltsiche-Imeretigebergte genoemd) is een hooggebergte dat deel uitmaakt van de Kleine Kaukasus bergketen in het zuidwesten van Georgië. Het gebergte ligt in de regio's Goeria, Imereti, Samtsche-Dzjavacheti en de autonome republiek Adzjarië. De naam ontleent het gebergte aan de historische naam voor het zuidwesten van het huidige Georgië en een gedeelte van noordoost Turkije.

## Geografie
De lengte van de bergketen is ongeveer 150 kilometer en heeft een centrale rug van ruim 2000 meter hoog. De Mepistskaro is met 2850 meter boven zeeniveau de hoogste berg van het gebergte. Het oostelijk uiteinde loopt bij het dorp Kvisjcheti in noordoostelijke richting over in het Lichigebergte en het Trialetigebergte richting het oosten.
Het gebergte wordt gekenmerkt door grote hoeveelheden neerslag. Het gebied rond de berg Mtirala (ten noordoosten van de Zwarte Zee stad Batoemi) was de natste regio binnen de Sovjet-Unie en is het meest vochtige gebied van de Kaukasus met een jaarlijkse neerslag van ongeveer 4500 mm per jaar. Verschillende rivieren komen uit het Meschetigebergte, waaronder de Soepsa, Adjaristskali en de Natanebi.
De hoogste autopas in de bergrug is de Sairmepas van 2283 meter boven zeeniveau in de nationale weg Sh14 tussen Koetaisi en Achaltsiche, die het gebergte doorsnijdt. Deze weg was in de Sovjetperiode een van de belangrijkere wegen in de Georgische SSR. Langs deze weg en elders in het gebergte liggen verschillende balneologische en klimatologische kuuroorden, zoals Sairme, Zekari, Abastoemani, Bachmaro, Nabeglavi en anderen. Tevens wordt er mineraalwater gewonnen.

## Flora en fauna
De hellingen van het Meschetigebergte zijn rijk aan endemische en bijzondere soorten flora en zijn voornamelijk bedekt met loofbossen (eik, kastanje, esdoorn, haagbeuk, beuk) onder de 1200 meter hoogte, en met naaldbossen (sparren, sparren en in sommige grenen ) daarboven tot de boomgrens die rond de 1800 meter ligt. De hoogste regio's van het gebergte worden bedekt door subalpiene en alpenweiden.
Het Meschetigebergte is opgenomen in drie Georgische nationale parken, te weten Borjomi-Charagaoeli, Kintrisji en Mtirala, die samen goed zijn voor 14 procent van het oppervlak van het gebergte. In het gebied komt in toenemende mate eco-toerisme voor.

## Panorama

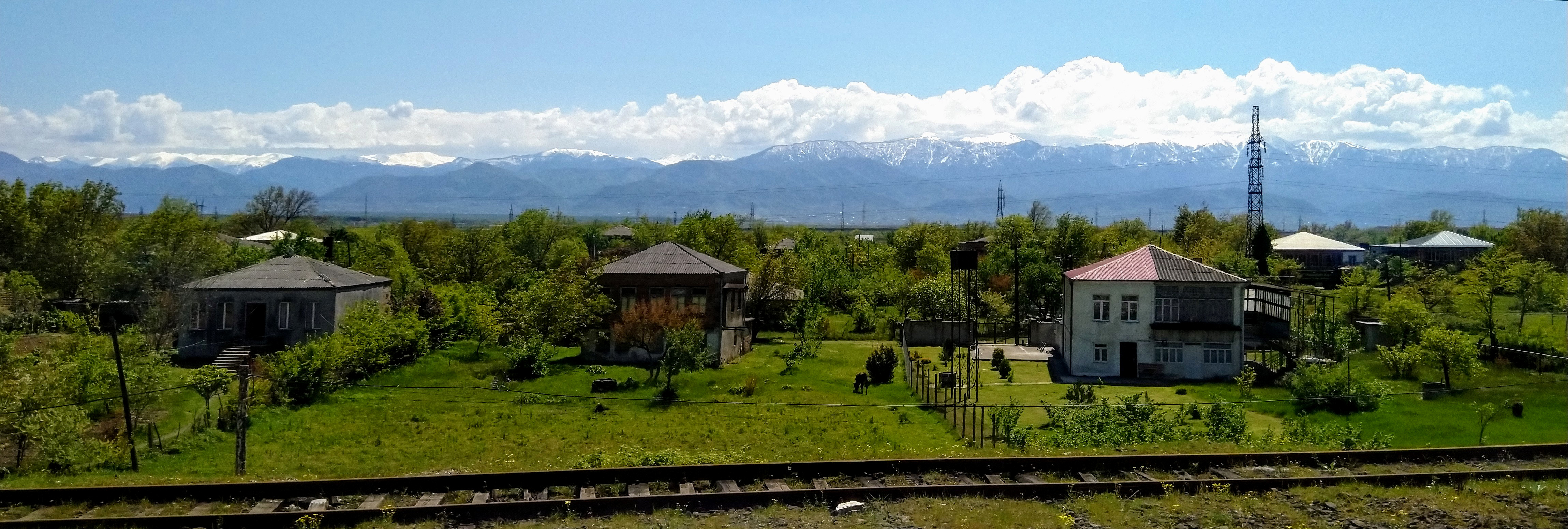
Zicht op het Meschetigebergte vanaf Rionhesi bij Koetaisi